# Puget Sound Electric Railway
La Puget Sound Electric Railway era una linea tranviaria interurbana che collegava le città di Seattle e Tacoma, nello Stato di Washington, durante il primo quarto del XX secolo. Oggi, il sedime della linea, nel tratto che attraversa la città di Milton e in quello tra Tukwila e Pacific, è stato trasformato in una pista ciclabile.

## Storia
I lavori per la costruzione della Puget Sound Electric Railway furono avviati dalla società Puget Sound Traction, Light & Power nel 1900 mentre l'inaugurazione della linea avvenne il 25 settembre 1902. Nel 1908 venne aperta una diramazione verso la città di Puyallup e nel 1919, la tranvia trasportò 3 milioni di passeggeri.
Il servizio della linea andò avanti per 26 anni, fino a quando il boom del primo dopoguerra delle automobili e dei camion privati, unito alla costruzione della U.S. Route 99, portarono la Puget Sound Traction, Light & Power in bancarotta nel 1927, e il 30 dicembre 1928 la linea venne chiusa. Nel 1930 l'armamento venne smantellato.

## Caratteristiche
L'elettricità alle vetture era fornita nelle aree urbane attraverso la linea aerea, mentre nelle aree rurali con il sistema della terza rotaia. Proprio la terza rotaia è stata la causa di un gran numero di incidenti, con la folgorazione di persone o bestiame, che in alcuni casi dopo la morte intralciava i binari bloccando le vetture.

### Percorso
La linea iniziava presso Downtown Tacoma, percorreva Pacific Avenue e Puyallup Avenue e poi proseguiva accanto all'attuale Pacific Highway tra Fife e Milton. Una diramazione deviava quindi a sud-est verso Puyallup, mentre la linea principale proseguiva affiancando l'attuale SR 167 attraverso Pacific, Algona, Auburn, Kent e Orillia, dove partiva una seconda diramazione, questa verso Renton. Entrata a Seattle, la linea aveva un percorso riservato fino a South Park, per poi deviare sulla strada presso Pioneer Square, dove si trovava il capolinea.